# Камен Попов
Камен Попов е художник, плакатист.

## Биография
Роден е на 25 февруари 1947 г. в София. Завършва Художествената гимназия и Художествената академия. Работи като художествен редактор в издателство „Септември“.
През 80-те години на 20. век се установява в Люксембург, където ръководи Галерия 88, създава също рекламна агенция Радар и школа по изобразително изкуство. Почива в Люксембург на 19 февруари 2015 г.
Негови творби са изложени в две ретроспективни изложби в България, през 2016 г. в София и 2020 г. в Пловдив.